# Dolea (okręg Bihor)
Dolea (węg. Dólyapuszta) – wieś w Rumunii, w okręgu Bihor, w gminie Suplacu de Barcău. W 2011 roku liczyła 187 mieszkańców.